# 제1대 비어오브틸버리 남작 호레이스 비어
제1대 비어오브틸버리 남작, 호레이스 비어(Horace Vere, 1st Baron Vere of Tilbury)는 잉글랜드 왕국의 귀족으로 네덜란드 독립 전쟁과 30년 전쟁 당시 영국군을 이끈 인물이다. 프랜시스 비어의 동생이다. 1620년 제임스 1세의 요구로 호레이스는 팔츠 선제후국으로 보내졌다.

## 가족
아버지는 제프리 비어, 어머니는 엘리자베스 하데킨으로 리차드 하데킨의 딸이었다. 그는 존, 로버트, 프랜시스 베레, 이렇게 3명의 형제를 두었다. 그의 여동생 프란체스 베레는 1598년 3월 20일 뉘네헴에서 결혼식을 올렸다.